# Chronologie du Vatican

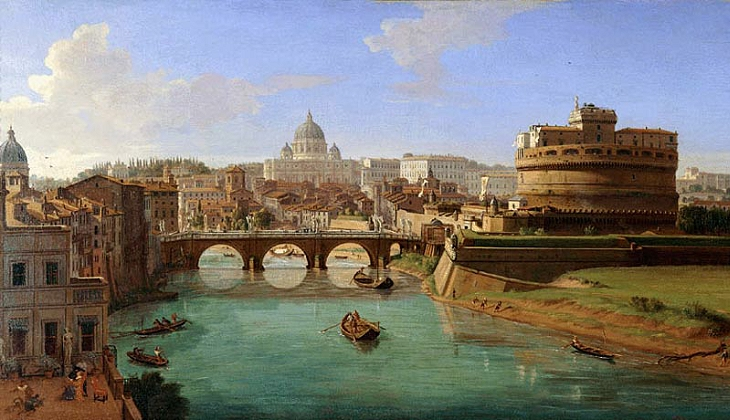
Une vue de Rome par le hollandais Gaspar van Wittel (c.1690).

Cette chronologie de l'histoire du Vatican nous donne les clés pour mieux comprendre l'histoire du Vatican, l'histoire des peuples qui ont vécu ou vivent dans l'actuel Vatican.

## Antiquité
- 18 novembre 326 : Sylvestre Ier pose la première pierre de la basilique constantinienne, première cathédrale de la colline du Vatican.

### Papes notables
- Saint Pierre, traditionnellement premier pape de l'Église catholique romaine, en tant que premier évêque de la ville sous l'empereur Néron.
- Gélase Ier (492-496)

## Moyen Âge

### Papes notables
- Grégoire le grand (590-604)
- Sylvestre II (999-1003)
- Léon IX (1049-1054) et Grégoire VII (1073-1085)
- Innocent III (1198-1216)
- Clément V (1305-1314)
- Jean XXII (1316-1334)
- Martin V (1417-1431)

## XXe
- 11 février 1929 : Signature des accords du Latran, officiellement titrés Traité entre le Saint-Siège et l’Italie, entre l'État italien, représenté par Mussolini, et le Saint-Siège, représenté par le cardinal Gasparri, secrétaire d'État du pape Pie XI, mettant fin à la « question romaine », survenue en 1870 après la prise de Rome et son annexion au royaume d'Italie. Ils réduisent la souveraineté temporelle du pape au seul État de la Cité du Vatican.
- 1962-1965 : IIe concile œcuménique du Vatican, dit Vatican II.

## XXIe

### Papes notables
- St. Jean-Paul II (1978-2005)
- Benoît XVI (2005-2013)
- François (depuis 2013)